# أليخاندرو مولينا
أليخاندرو مولينا (بالإسبانية: Alejandro Molina Núñez)‏ (21 يوليو 1988 بإنسينادا في المكسيك - ) هو لاعب كرة قدم مكسيكي في مركز الدفاع. لعب مع نادي تيخوانا ونادي مونتيري ونادي نيكاكسا وتيبورونيس روخوس دي فيراكروز ودورادوس سينالوا ونادي كوريكامينوس ‏ وVenados F.C. ‏.

## روابط خارجية
- أليخاندرو مولينا على موقع قاعدة بيانات كرة القدم.إي يو (الإنجليزية)
- أليخاندرو مولينا على موقع Soccerway.com (الإنجليزية)